# Prêmio Sharp de Música Brasileira de 1990
O Prêmio Sharp de Música Brasileira de 1990 foi a 3ª edição da premiação. A cerimônia de entrega da premiação foi realizada em 15 de novembro, no Teatro D. Pedro I, Rio de Janeiro.
Além da apresentação dos artistas premiados, o programa mostrou também dez números musicais, com a participação, entre outros, de Elba Ramalho, Fagner, Lobão, Nana Caymmi e Paulinho da Viola, que cantaram músicas do repertório da cantora Maysa, a homenageada do evento. Com direção artística de José Possi Neto, a premiação mostrou imagens da artista e textos sobre ela, alguns lidos pela atriz Irene Ravache.

## Vencedores e indicados

### Especiais
| Álbum Clássico - "Quartetos de Cordas de Heitor Villa-Lobos 4, 5 e 6" — Quarteto Bessler-Reis | Álbum Infantil - "Tla Lá Si e a Turminha Dó Ré Mi Fá Sol" — Orquestra Toca Toca |
| Canção Infantil - "A Abelhinha" — Fofinhos e Fofinhas                                         | Canção do Ano - "Oceano" — Djavan                                               |
| Projeto Visual - Estrangeiro — Caetano Veloso, por Hélio Eichbauer                            | Trilha Sonora - "Kuarup" — Egberto Gismonti                                     |

### Instrumental
| Melhor Álbum - Radamés Gnatalli — Arthur Moreira Lima                           | Melhor Canção - "Amo" — Aécio Flávio com Chiquinho do Acordeon |
| Melhor Solista - Arthur Moreira Lima - Chiquinho do Acordeon - Egberto Gismonti | Melhor Grupo - Uakti                                           |
| Melhor Arranjador - Marco Antônio Guimarães                                     |                                                                |

### Canção Popular
| Melhor Cantor - Fagner                            | Melhor Cantora - Rosana                                                                       |
| Melhor Álbum - O Quinze — Fagner                  | Melhor Canção - "Coração do Agreste" — de Moacyr Luz e Aldir Blanc, gravada por Fafá de Belém |
| Artista Revelação - Tivas                         | Melhor Grupo - Placa Luminosa                                                                 |
| Melhor Arranjador - Ivan Paulo - Lincoln Olivetti |                                                                                               |

### MPB
| Melhor Cantor - Caetano Veloso - Djavan - Gilberto Gil                                                              | Melhor Cantora - Elizeth Cardoso - Maria Bethânia - Zizi Possi |
| Melhor Álbum - Chico Buarque — Chico Buarque - Estrangeiro — Caetano Veloso - O eterno Deus Mu Dança — Gilberto Gil | Melhor Canção - "Oceano" — Djavan                              |
| Artista Revelação - Marisa Monte                                                                                    | Melhor Grupo - MPB4                                            |
| Melhor Arranjador - Jaques Morelenbaum, pelo LP Oceano, de Djavan                                                   |                                                                |

### Pop/Rock
| Melhor Cantor - Leo Jaime - Lulu Santos - Paulo Ricardo                                         | Melhor Cantora - Marina Lima                                                   |
| Melhor Álbum - Burguesia — Cazuza - Próxima parada — Marina Lima - Sob o sol de Parador — Lobão | Melhor Canção - "Cobaia de Deus" — Cazuza e Ângela RoRo, compositores (Cazuza) |
| Melhor Grupo - Kid Abelha - Os Paralamas do Sucesso - Titãs                                     | Melhor Arranjador - Nico Rezende                                               |
| Artista Revelação Feminina - Sylvia Patrícia                                                    | Artista Revelação Masculino - Duda Anísio - Wander Taffo                       |

### Regional
| Melhor Cantor - Almir Sater - Dominguinhos - Rolando Boldrin                  | Melhor Cantora - Elba Ramalho                                                 |
| Melhor Álbum - Gonzagão & Fagner — Luiz Gonzaga e Fagner                      | Melhor Canção - "Jogo de cintura" — de Nando Cordel, gravada por Elba Ramalho |
| Melhor Grupo - Kid Abelha - Os Paralamas do Sucesso - Titãs                   | Melhor Dupla - Tonico e Tinoco                                                |
| Artista Revelação Feminina - Jayne                                            | Artista Revelação Masculino - Israel Filho                                    |
| Melhor Arranjador - Dominguinhos, pelo LP Popular brasileira, de Elba Ramalho |                                                                               |

### Samba
| Melhor Cantor - Martinho da Vila - Neguinho da Beija-Flor - Paulinho da Viola                                                         | Melhor Cantora - Beth Carvalho - Lecy Brandão |
| Melhor Álbum - Eu canto samba — Paulinho da Viola - O canto das lavadeiras — Martinho da Vila - Saudades de Guanabara — Beth Carvalho | Melhor Canção - [música desconhecida] — Paulinho da Viola - [música desconhecida] — Paulinho da Viola - "Quando bate uma saudade" — Paulinho da Viola |
| Artista Revelação - Maurinho da Mazzei                                                                                                | Melhor Grupo - Fundo de Quintal |
| Melhor Arranjador - Cristovão Bastos, pelo LP Eu canto samba, de Paulinho da Viola                                                    | |